# Centinex
I Centinex sono una band death metal svedese formatasi a Hedemora nel 1990, scioltasi nel 2006 e poi riunitasi  nel 2014.

## Formazione

### Ultima formazione
- Johan Jansson – voce
- Johan Ahlberg – chitarra
- Jonas Kjellgren – chitarra
- Martin Schulman – basso
- Ronnie Bergerståhl – batteria

### Ex componenti

#### Voce
- Erik (1992)
- Mattias Lamppu (1990-1998)

#### Chitarra
- Andreas Evaldsson (1990-1998)
- Daniel Fagnefors (1993)
- Kenneth Wiklund (1997-2001)

#### Batteria
- Kennet Englund (2000-2003)
- Fred Estby
- Joakim Gustavsson (1992-1993)

## Discografia

### Album in studio
- 1992 – Subconscious Lobotomy (Underground Records)
- 1996 – Malleus Maleficarum (Wild Rags Records)
- 1997 – Reflections (Emanzipation Productions)
- 1998 – Reborn Through Flames (Repulse Records)
- 2000 – Hellbrigade (Repulse Records)
- 2002 – Diabolical Desolation (Candlelight Records)
- 2004 – Decadence: Prophecies of Cosmic Chaos (Candlelight Records)
- 2005 – World Declension (Cold Records, Regain Records)
- 2014 – Redeeming Filth
- 2016 – Doomsday Rituals

### Singoli
- 2003 – Deathlike Recollections (Sword & Sorcery Records)

### EP
- 1993 – Under the Blackened Sky (Wild Rags Records)
- 1994 – Transcend the Dark Chaos (Evil Shit Productions)
- 1998 – Shadowland (Oskorei Productions)
- 1999 – Bloodhunt (Repulse Records)
- 2000 – Apocalyptic Armageddon (Deadly Art Productions)
- 2004 – Live Devastation (Swedmetal)
- 2013 – Teutonische Invasion

### Split
- 1995 – Sorrow of the Burning Wasteland / Diabolical Ceremonies (Voice of Death)
- 2003 – Hail Germania (Painkiller Records, Hell's Headbangers)

### Demo
- 1991 – End of Life
- 1993 – Under the Blackened Sky